# Diloba confluens
Diloba confluens là một loài bướm đêm trong họ Noctuidae.